# Altmanova analýza
Altmanova analýza (též Altmanův model, identifikátor bankrotu, Altmanovo Z-score, Z-Score model, v praxi se pak používá jen označení Z-score či Z-skóre) je bankrotní model založený na poměrových ukazatelích využívaný zejména ve finanční analýze. Cílem tohoto modelu je vyjádřit finanční stav firmy pomocí jediné hodnoty, která hodnotí s jakou pravděpodobností se ve střednědobém horizontu dostane firma do bankrotního stavu. Tím se tato hodnota stává jakýmsi indexem důvěryhodnosti zdraví firmy.

## Historie
Altmanův model byl publikován v roce 1968 profesorem financí na New York University Stern School of Business Edwardem Altmanem.
Prvotně byl vzorec složen z 22 ukazatelů rozdělených do skupin likvidita, rentabilita, zadluženost, solventnost a řízení aktiv. Poté tento vzorec testoval na vzorku dvou skupin akciových firem. Každá skupina obsahovala třicet tři firem, přičemž jedna skupina - tzv. bankrotní obsahovala firmy které byly v letech 1946-1965 zařazeny do tzv. bankrotní petice. Druhá, tzv. nebankrotní, skupina byla tvořena z existujících firem s majetkem v rozmezí mezi jedním a dvaceti pěti milióny amerických dolarů. Po výběru skupin byly hledány vhodné poměrové ukazatele, které by nejlépe postihly problém směřování k bankrotu a jimž byla přiřazena různá priorita. Z původních ukazatelů bylo nakonec vybráno 5 nejdůležitějších, které nejlépe předpovídali bankrot. Výsledkem byla diskriminační funkce, která se vyjadřáje Z faktorem (Zetou).

## Vzorec
Z-Score je kombinací pěti ukazatelů
na principu diskriminační analýzy vyjadřuje obecný zápis diskriminační funkci.
Z = 1,2X1 + 1,4X2 + 3,3X3 + 0,6X4 + 1,0X5.
Tento vzorec je jen ukázkou, která se nejčastěji používá, může být použit i jiný vzorec s jinými násobky.

### Poměrové ukazatele
{\displaystyle X_{1}} = pracovní kapitál / aktiva firmy. V této souvislosti je třeba si uvědomit, že samotný výpočet pracovního kapitálu je poměrně komplikovaný a ne zcela jasně definovaný. Jednotlivá literatura uvádí různé vzorce. Idea tohoto poměru spočívá ve snaze jedním číslem vyjádřit pravděpodobnost prohloubení či vzniku finančních problému. Zjednodušeně lze říci, že obecně lze u firmy ve ztrátě očekávat problémy s likviditou, protože se snižuje poměr oběžných aktiv ku celkovým aktivům. Problémem tohoto vztahu je, že ačkoli je poměrně jasný vztah mezi likviditou a solventností je v tomto vztahu výrazně narušena ve prospěch akciových společností, neboť mají vyšší čistý pracovní kapitál.
{\displaystyle X_{2}} = nerozdělený zisk / aktiva firmy. Není zcela jasně řešeno zda počítat i fondy ze zisku a jednotlivá literatura se v tomto liší. Slabinou tohoto ukazatele je, že výrazně zvýhodňuje společnosti, které existují déle díky tomu si vytvořily dostatečné rezervy, ovšem aktuálně v českém prostředí není vytváření rezervy povinné, což opět může ovlivnit tento ukazatel. Přestože má tento poměrový ukazatel ukazovat na rentabilitu firmy, sráží prakticky všechny rozvíjející se nové trhy do oblasti bankrotujících firem, je zde možnost upravit ukazatel upravující X2 a to tak, že vybereme jiné číslo pro rozvíjení tohoto ukazatele (snížíme nebo zvýšíme číslo 1,4). Původní idea vyjadřuje to, že pokud existují rezervní fondy, je Úpadek méně pravděpodobný, jenže na rozvíjejícím trhu je tato slabina vyvažována prudkým rozvojem, který není Altmanův model schopen uvažovat.
{\displaystyle X_{3}} Výsledek hospodaření před úroky a zdaněním (EBIT) / aktiva firmy.
{\displaystyle X_{4}} Tržní hodnota vlastního kapitálu (Tržní kapitalizace) / cizí kapitál.
{\displaystyle X_{5}} Tržba / aktiva.
{\displaystyle X_{6}} mohou být použity i další koeficienty, které prvotně Altmanův model obsahoval

### Vyhodnocení
Z > 2,99 - prosperity
1,81 ≤ Z ≤ 2,99 - šedá zóna
Z < 1,81 - bankrot

### Využití
Ukazatel Z faktor by měl předpovídat bankroty podniků s dvouletým předstihem, čím dál do budoucnosti bychom chtěli předpovídat, tím menší je pravděpodobnost bankrotu.
Zároveň jej lze využít jako součástí finanční analýzy a hodnocení finančního zdraví firmy. Vylepšené modely mohou celkem věrohodně mapovat finanční situaci podniku.

## Problematika
Altmanova analýza byla testována pouze na akciových společnost pouze na Americkém trhu, tudíž v případě, že se vzorec neupraví, tak nemusí být úplně přesná pro jinou zemi, v závislosti na zákonech, které daná země má nastavené pro podnikání firem, např. v případě, že jsou firmy povinné vytvářet rezervu, tak se ovlivní i výsledek analýzy.
Prostředí na kterém byla analýza testována moc nepodporuje nově vznikající společnosti (start-upy), které vlivem hodně rychlého vývoje mohou být i pomyslně ve ztrátě, avšak to je způsobeno inovací, do které tyto firmy investují přednostně.